# ヴィッラフラーティ
ヴィッラフラーティ（イタリア語: Villafrati）は、イタリア共和国シチリア自治州パレルモ県にある、人口約3,300人の基礎自治体（コムーネ）。

## 地理

### 位置・広がり
パレルモ県のコムーネ。県都パレルモから南南東へ26kmの距離にある。

#### 隣接コムーネ
隣接するコムーネは以下の通り。
- バウチーナ
- ボロニェッタ
- チェファラ・ディアーナ
- チミンナ
- マリネーオ
- メッツォイウーゾ